# تیوی بیفوما
تیوی بیفوما (انگلیسی: Thievy Bifouma؛ زادهٔ ۱۳ مهٔ ۱۹۹۲) بازیکن فوتبال اهل کنگو است که در پست وینگر برای باشگاه فوتبال پرسپولیس بازی می‌کند. وی با زدن ۱۶ گل در ۴۱ بازی ملی، برترین گلزن تیم ملی کنگو است.
او بیشتر دوران نخستین فوتبال خود را در اسپانیا گذراند و در ۶۸ بازی در لا لیگا ۸ گل برای اسپانیول، آلمریا و گرانادا به ثمر رساند و یک فصل نیز برای لاس پالماس در لا لیگا ۲ بازی کرد. او افزون بر دوران کوتاهی در انگلستان با وست برومویچ و فرانسه با استاد  و باستیا داشت، بازیکن  پنج باشگاه در سوپر لیگ ترکیه بود.
بیفوما پیشتر یک ملی‌پوش جوانان فرانسه نیز بود.

## آمار باشگاهی
| باشگاه                | دسته                  | فصل                   | لیگ  | لیگ | جام حذفی | جام حذفی | آسیا | آسیا | سوپر جام | سوپر جام | مجموع | مجموع |
| باشگاه                | دسته                  | فصل                   | بازی | گل  | بازی     | گل       | بازی | گل   | بازی     | گل       | بازی  | گل    |
| --------------------- | --------------------- | --------------------- | ---- | --- | -------- | -------- | ---- | ---- | -------- | -------- | ----- | ----- |
| استقلال خوزستان       | لیگ برتر              | ۰۴–۱۴۰۳               | ۲۵   | ۵   | ۱        | ۰        | –    | –    | –        | –        | ۲۶    | ۵     |
| مجموع استقلال خوزستان | مجموع استقلال خوزستان | مجموع استقلال خوزستان | ۲۵   | ۵   | ۱        | ۰        | –    | –    | –        | –        | ۲۶    | ۵     |
| مجموع آمار            | مجموع آمار            | مجموع آمار            | ۲۵   | ۵   | ۱        | ۰        | –    | –    | –        | –        | ۲۶    | ۵     |